# Шарон (Теннесси)
Шарон (англ. Sharon) — город, расположенный в округе Уикли (штат Теннесси, США) с населением в 944 человек по статистическим данным переписи 2010 года, 917 человек по оценке 2019 года (242-й по количеству жителей город штата).

## География
По данным Бюро переписи населения США город Шарон имеет общую площадь в 2,8 квадратных километров, водных ресурсов в черте населённого пункта не имеется.
Город Шарон расположен на высоте 126 метров над уровнем моря.

## Демография
По данным переписи населения 2000 года в Шароне проживало 988 человек, 300 семей, насчитывалось 446 домашних хозяйств и 490 жилых домов. Средняя плотность населения составляла около 332 человек на один квадратный километр. Расовый состав Шарона по данным переписи распределился следующим образом: 89,17 % белых, 10,22 % — чёрных или афроамериканцев, 0,10 % выходцев с тихоокеанских островов, 0,10 % смешанных рас, 0,40 % — других народностей. Испаноговорящие составили 0,40 % от всех жителей города.
Из 446 домашних хозяйств в 23,3 % — воспитывали детей в возрасте до 18 лет, 55,6 % представляли собой совместно проживающие супружеские пары, в 9,2 % семей женщины проживали без мужей, 32,7 % не имели семей. 29,6 % от общего числа семей на момент переписи жили самостоятельно, при этом 19,1 % составили одинокие пожилые люди в возрасте 65 лет и старше. Средний размер домашнего хозяйства составил 2,22 человек, а средний размер семьи — 2,73 человек.
Население города по возрастному диапазону по данным переписи 2000 года распределилось следующим образом: 19,4 % — жители младше 18 лет, 6,4 % — между 18 и 24 годами, 24,9 % — от 25 до 44 лет, 26,8 % — от 45 до 64 лет и 22,5 % — в возрасте 65 лет и старше. Средний возраст жителей составил 44 года. На каждые 100 женщин в Шароне приходилось 93,7 мужчин, при этом на каждые сто женщин 18 лет и старше приходилось 87,7 мужчин также старше 18 лет.
Средний доход на одно домашнее хозяйство в городе составил 27 639 долларов США, а средний доход на одну семью — 39 643 доллара. При этом мужчины имели средний доход в 29 018 долларов США в год против 17 708 долларов среднегодового дохода у женщин. Доход на душу населения в городе составил 15 746 долларов в год. 11,3 % от всего числа семей в округе и 12,7 % от всей численности населения находилось на момент переписи населения за чертой бедности, при этом 15,3 % из них были моложе 18 лет и 16,0 % — в возрасте 65 лет и старше.

## Средства массовой информации
- WWKF-FM 99.3  (англ.) "Today’s Best Music with «Ace & TJ in the Morning»
- WAKQ-FM 105.5  (англ.) "Today’s Best Music with «Ace & TJ in the Morning»
- WTPR-AM 710  (англ.) «The Greatest Hits of All Time»